# AEG Live
Anschutz Entertainment Group (AEG) Live – oddział Anschutz Entertainment Group, który zajmuje się zarządzaniem i wynajmem należących do przedsiębiorstwa obiektów sportowo-rozrywkowych.
Do AEG należą obiekty:

## Ameryka Północna

### Stany Zjednoczone
- DXB/IBM Inc. – Los Angeles
- Honda Center – Anaheim
- The Arena at The Anaheim Convention Center – Anaheim
- BJCC Arena – Birmingham
- The Home Depot Center – Carson
- Time Warner Cable Arena – Charlotte
- Toyota Park – Chicago
- Crew Stadium – Columbus
- Nokia Theatre at Grand Prairie – Dallas
- Palladium Ballroom – Dallas
- Bluebird Theatre – Denver
- Ogden Theatre – Denver
- Royal Oak Music Theatre – Detroit
- Rentschler Field – East Hartford
- Toyota Sports Center – El Segundo
- Pizza Hut Park – Frisco
- Red Bull Arena – Harrison
- XL Center – Hartford
- Warehouse Live – Houston
- Conseco Fieldhouse – Indianapolis
- American Royal Complex – Kansas City
- Kemper Arena – Kansas City
- Sprint Center – Kansas City
- The Colosseum at Caesars Palace – Las Vegas
- Echelon Place – Las Vegas
- Hard Rock Hotel and Casino – Las Vegas
- Staples Center – Los Angeles
- NOKIA at L.A. Live – Los Angeles
- El Rey Theatre – Los Angeles
- NOKIA Theatre at L.A. Live – Los Angeles
- Freedom Hall – Louisville
- FedEx Forum – Memphis
- Target Center – Minneapolis
- Prudential Center – Newark
- Highline Ballroom – Nowy Jork
- Nokia Theatre Times Square – Nowy Jork
- Citizens Business Bank Arena – Ontario
- Jobing.com Arena – Phoenix
- Rose Garden Arena – Portland
- Memorial Coliseum – Portland
- AT&T Center – San Antonio
- San Diego Sports Arena – San Diego
- WaMu Theater – Seattle
- Starland Ballroom – Sayreville
- E-Center – West Valley City

## Europa

### Wielka Brytania
- IndigO2 w The O2 – Londyn
- The O2 – Londyn

### Szkocja
- Rockness

### Irlandia
- The O2 – Dublin

### Niemcy
- O2 World – Berlin
- O2 World Hamburg – Hamburg

### Szwecja
- Ericsson Globe – Sztokholm
- Annexet – Sztokholm
- Hovet – Sztokholm
- Söderstadion – Sztokholm

## Australia
- Brisbane Entertainment Centre – Brisbane
- Brisbane Convention Centre – Brisbane
- Lang Park – Brisbane
- Cairns Convention Centre – Cairns
- Darwin Convention Centre – Darwin
- Newcastle Entertainment Centre – Newcastle (Australia)
- Perth Concert Hall – Perth
- His Majesty’s Theatre – Perth
- The Playhouse Theatre – Perth
- Subiaco Arts Centre – Perth
- Acer Arena – Sydney

## Azja

### Chiny
- Wukesong Arena – Pekin
- Shanghai Arena – Szanghaj

### Indie
- New Delhi Convention & Exhibition Centre – Nowe Delhi

### Malezja
- Kuala Lumpur Convention Centre – Kuala Lumpur

### Katar
- Qatar National Convention Centre – Doha